# کارلوس ژاویر
کارلوس ژاویر (انگلیسی: Carlos Xavier؛ زادهٔ ۲۶ ژانویهٔ ۱۹۶۲) بازیکن فوتبال اهل پرتغال است.
از باشگاه‌هایی که در آن بازی کرده‌است می‌توان به باشگاه فوتبال اسپورتینگ، باشگاه فوتبال رئال سوسیداد، و باشگاه فوتبال آکادمیکا اشاره کرد.
وی همچنین در تیم‌های ملی فوتبال زیر ۱۸ سال، زیر ۲۱ سال و بزرگسالان پرتغال بازی کرده‌است.

## زندگی شخصی
برادر دوقلوی وی پدرو ژاویر نیز بازیکن فوتبال بود.